# Neohipparchus xeromeris
Neohipparchus xeromeris là một loài bướm đêm trong họ Geometridae.